# Нікольський (Красноуральський міський округ)
Ніко́льський (рос. Никольский) — селище у складі Красноуральського міського округу Свердловської області.
Населення — 12 осіб (2010, 9 у 2002).
Національний склад населення станом на 2002 рік: росіяни — 100 %.